# Masia de Casany
La Masia de Casany és una urbanització de l'Eliana, Camp de Túria situat vora la CV-336, entre les urbanitzacions de Mont-i-sol i d'Entrepins (l'Eliana). En el seus orígens, fou una masia, situada al nexe del carrer de Barcelona amb el carrer de Meliana, a la partida del Pla de la Paella, al final i a la dreta de l'actual carrer de la Caixa d'Estalvis, i que comprenia una extensió de 150 a 200 fanecades de vinyes i garroferes.
Pertangué a Secundino Blat Tarazona. L'edifici de la masia com a tal, de parets emblanquinades i planta baixa a dos aigües fou adquirida per Gregorio Casañ Perpiñà, de la funerària del Tros Alt en el carrer Cavallers, 62 de València, un dels fundadors de la firma Ocaso, estant de masover Vicent Roca (avantpassat de Vivers Roca).
Més tard passà a ser propietat d'Enrique Real, Manuel Rubio i José Vicens, els quals la parcel·laren i vengueren com a solars, quedant en peu sols l'edifici, que ha arribat al segle XXI en molt mal estat de conservació.